# Nomos Alpha
Nomos Alpha (1966) es una obra para chelo solo compuesta por Iannis Xenakis en 1965, comisionada por Radio Bremen para el violonchelista Siegfried Palm, y está dedicada al matemático Aristoxenus de Tarentum, Évariste Galois, y Felix Klein (DeLio 1985, p. xii).
La estructura es en una parte, el Nivel I, determinada por la teoría de grupos, específicamente la estructura de 24 elementos del grupo octaédrico y tiene 24 secciones, de las cuales cada cuarta sección, el Nivel II, no está determinada por la estructura del grupo y más bien es una "continua evolución de registro" (ibid, p.23).